# Conservatoire de Bratislava
Le Conservatoire de Bratislava (Konzervatórium v Bratislave) fondé le 6 novembre 1919, est la première école en Slovaquie destinée à former des artistes et musiciens professionnels.

## Historique

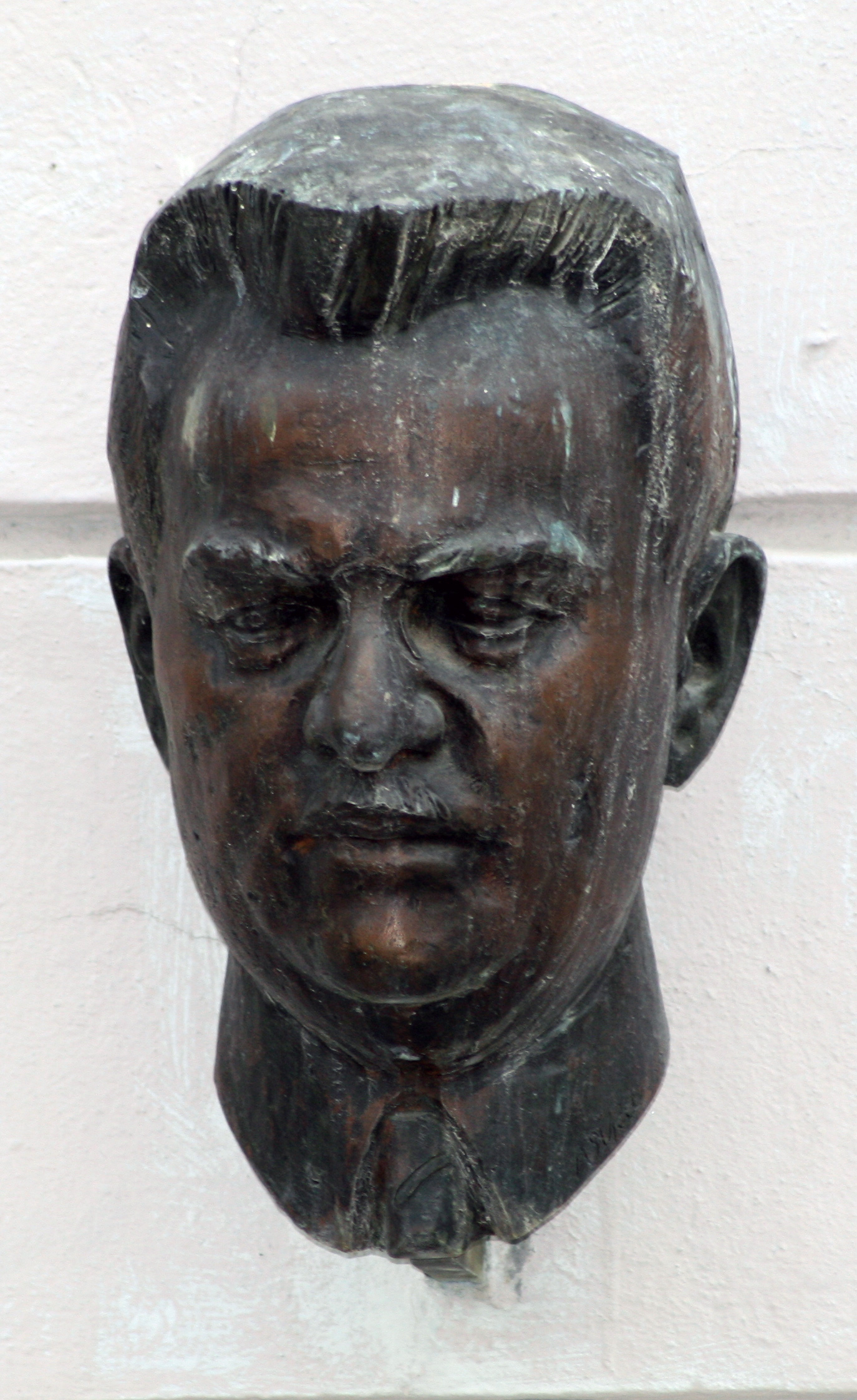
Buste de Miloš Ruppeldt

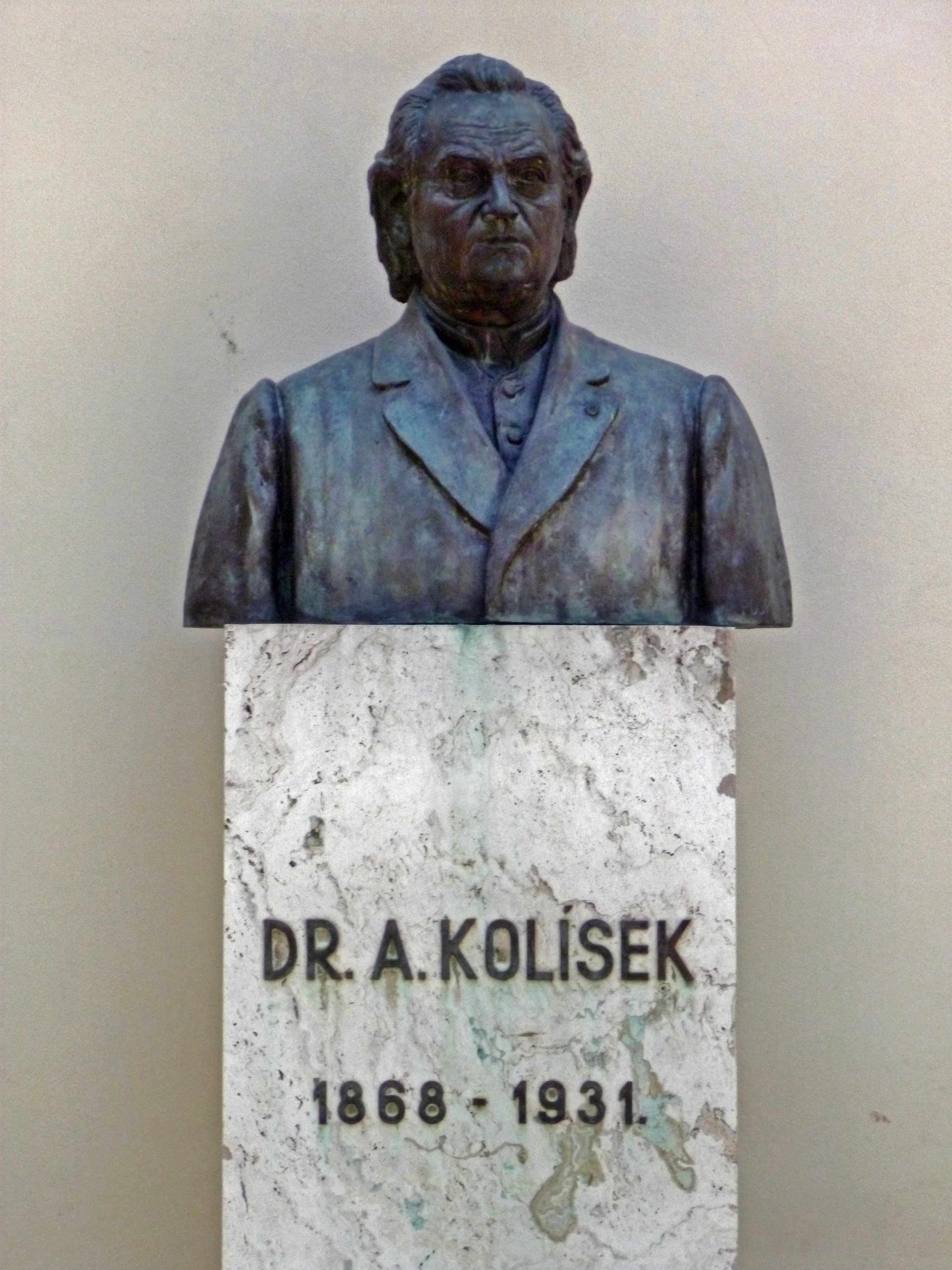
Buste d'Alois Kolísek

Jusqu'à 1919, les jeunes talents de la Slovaquie devaient entrer dans des écoles de musique de villes européennes voisines comme Vienne ou Budapest. 
Des musiciens slovaques tels que Mikuláš Schneider-Trnavský, Miloš Ruppeldt (sk), Alois Kolísek et d'autres ont travaillé à changer cette situation.
L'école a été ouverte le 6 novembre 1919, afin de « former des artistes slovaques et professeurs de musique, et d'aider à créer une musique slovaque indépendante » (fondateur et premier directeur du Conservatoire Miloš Ruppeldt). À l'origine, les seuls départements étaient les cordes, le piano, les cuivres et le chant. Au cours de son existence, l'école a mis en place plusieurs nouveaux départements. 
Au cours du temps, elle a changé plusieurs fois de nom : 
- en 1919: École de musique pour la Slovaquie (Hudobná škola pre Slovensko),
- en 1928: Académie de Musique et d'Art dramatique (Hudobná a dramatická akadémia),
- en 1941: Conservatoire d'État de Bratislava (Štátne konzervatórium v Bratislave),
- en 1960: Conservatoire (Konzervatórium),
- en 2002: Conservatoire de Bratislava (Konzervatórium v Bratislave).

## Études
Les études au Conservatoire de Bratislava durent six ans. Pendant la durée des études, les étudiants se produisent régulièrement. Ils passent des examens tous les six mois et sont contrôlés par un jury d'experts. Les étudiants présentent le baccalauréat la quatrième année et l'examen de sortie la sixième année. Cet examen comporte une exécution publique pour les instruments étudiés, un travail pédagogique et la soutenance d'un travail écrit. Après avoir réussi, l'étudiant reçoit un diplôme reconnu dans le monde entier attestant qu'il a atteint un niveau professionnel.
Les domaines d'études suivants :
- art vocal ;
- arts musicaux ;
- art dramatique.

Dans le domaine de la musique, les options sont : pédagogie, composition, direction d'orchestre, musique d'église, piano, orgue, accordéon, instruments à vent, instruments à cordes, percussions.
En plus des principaux sujets d'étude, les étudiants se voient offrir une gamme d'autres thèmes, élargissant leur éducation musicale: en formation individuelle (piano, obligatoire), en formation de groupe (solfège, analyse sonore, musique de chambre) et thèmes plus généraux (langue slovaque, histoire de la musique, etc).

## Liste des directeurs
- 1919-1921 Miloš Ruppeldt
- 1922-1948 Frico Kafenda
- 1948-1950 Ján Strelec
- 1950-1954 Andrej Očenáš
- 1955-1962 Michal Vilec
- 1962-1986 Zdenko Nováček
- 1988-1990 Peter Oswald
- 1990- Peter Čerman